# Ernest Starling

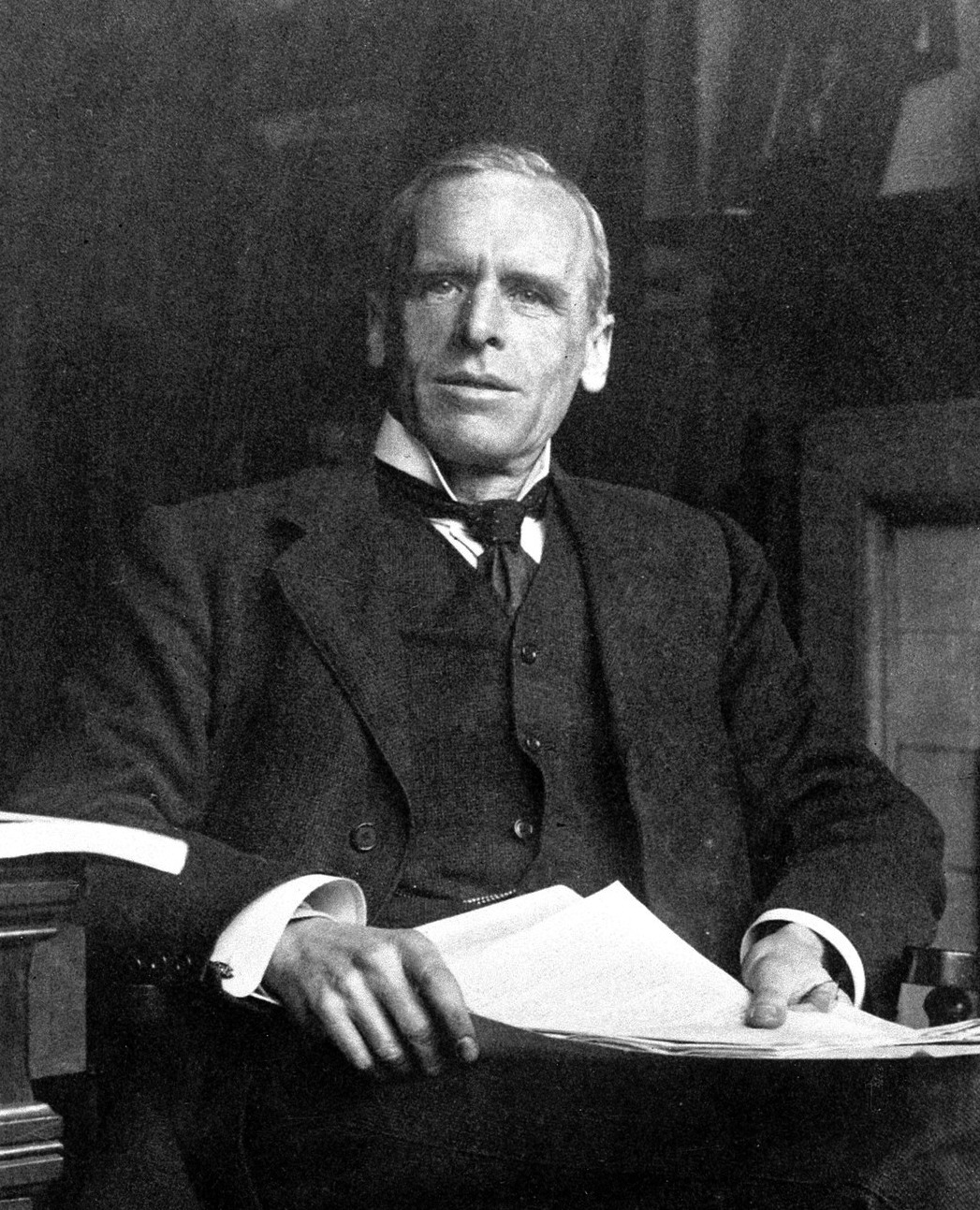
Ernest Starling.

Ernest Henry Starling, född 17 april 1866 i London, död 2 maj 1927, var en engelsk fysiolog. Starling upptäckte (tillsammans med William Bayliss) sekretin. Han var professor vid University College London och medlem av Royal Society i London.
Starling införde begreppet hormon.

## Priser och utmärkelser
- 1913 Royal Medal